# Nusantara
Nusantara (phát âm tiếng Indonesia: [nusanˈtara]) là thủ đô mới dự kiến của Indonesia. Dự kiến Nusantara sẽ là trung tâm hành chính của Indonesia, trong khi Jakarta vẫn sẽ là trung tâm kinh tế và tài chính của đất nước này. Nusantara sẽ có chính quyền cấp tỉnh, ngang với 34 tỉnh khác của Indonesia và cách thủ đô Jakarta hiện tại khoảng 2.000 km về phía đông bắc. Người đứng đầu Nusantara tương đương một bộ trưởng trong nội các

## Lịch sử
Vào tháng 4 năm 2017, chính quyền Joko Widodo (Jokowi) đã xem xét chuyển thủ đô khỏi Jakarta, với kế hoạch hoàn thành việc đánh giá các địa điểm thay thế tiềm năng cho thủ đô mới của Indonesia vào cuối năm 2017. Theo một quan chức từ Bộ Kế hoạch Phát triển Quốc gia Indonesia ( Bappenas), chính phủ quyết tâm chuyển thủ đô của Indonesia ra khỏi Java. Ngay sau khi kế hoạch được công bố, Jokowi đã đến thăm hai địa điểm thay thế ở Kalimantan, Bukit Soeharto ở Đông Kalimantan và Khu vực Tam giác gần Palangka Raya ở Trung Kalimantan. Vào tháng 4 năm 2019, một kế hoạch 10 năm để chuyển tất cả các văn phòng chính phủ đến một thành phố thủ đô mới đã được công bố.  Bộ Kế hoạch Phát triển Quốc gia khuyến nghị ba tỉnh Nam, Trung và Đông Kalimantan đáp ứng các yêu cầu về thủ đô mới, bao gồm cả việc tương đối không bị động đất và núi lửa.
Bộ Kế hoạch Phát triển Quốc gia ước tính chi phí di dời là 466 ngàn tỷ Rp (tương đương 32,7 tỷ USD) và chính phủ dự định trang trải 19% chi phí, phần còn lại chủ yếu đến từ quan hệ đối tác công tư và đầu tư trực tiếp của cả doanh nghiệp nhà nước và khu vực tư nhân. Đồng thời, 40 tỷ đô la sẽ được phân bổ để cứu Jakarta khỏi lún chìm trong thập kỷ tới.
Ngày 18 tháng 1 năm 2022, Quốc hội Indonesia thông qua luật dời thủ đô từ Jakarta sang đảo Borneo. Thủ đô mới Nusantara sẽ thay thế Jakarta đang lún dần, hay bị ngập và dân cư đông đúc.